# AH Scorpii
Désignations
AH Scorpii (en abrégé AH Sco) est une étoile variable supergéante rouge située dans la constellation du Scorpion. C'est l'une des plus grandes étoiles connues avec un rayon de 1411 R☉.

## Variabilité
AH Sco est une étoile variable semi-régulière avec une période principale de 714 jours. La plage de magnitude visuelle totale est comprise entre 6,5 et 9,6. Aucune longue période secondaire n'a été détectée.

## Propriétés
La modélisation d'AH Sco près de sa lumière maximale a permis la détermination d'une température effective de 3 682 K et d'une luminosité de 330 000 L☉, donnant un rayon de 1411 R☉.
AH Sco est une supergéante rouge enveloppée de poussière avec des masers SiO, H2O et OH dans son matériau circumstellaire riche en oxygène. Les mesures d'Interférométrie à très longue base (VLBI) des masers ont fourni une estimation précise de sa distance à 2260 parsecs. On a observé que les masers s'approchaient de l'étoile à la vitesse de 13 km/s, indiquant une contraction globale des variations visuelles autour de la phase 0,55.